# Mosquée Khoja Ilgor
 (février 2024).
 (novembre 2023).
La mise en forme du texte ne suit pas les recommandations de Wikipédia : il faut le « wikifier ».
Les points d'amélioration suivants sont les cas les plus fréquents. Le détail des points à revoir est peut-être précisé sur la page de discussion.
- Les titres sont pré-formatés par le logiciel. Ils ne sont ni en capitales, ni en gras.
- Le texte ne doit pas être écrit en capitales (les noms de famille non plus), ni en gras, ni en italique, ni en « petit »…
- Le gras n'est utilisé que pour surligner le titre de l'article dans l'introduction, une seule fois.
- L'italique est rarement utilisé : mots en langue étrangère, titres d'œuvres, noms de bateaux, etc.
- Les citations ne sont pas en italique mais en corps de texte normal. Elles sont entourées par des guillemets français : « et ».
- Les listes à puces sont à éviter, des paragraphes rédigés étant largement préférés. Les tableaux sont à réserver à la présentation de données structurées (résultats, etc.).
- Les appels de note de bas de page (petits chiffres en exposant, introduits par l'outil «  Source ») sont à placer entre la fin de phrase et le point final[comme ça].
- Les liens internes (vers d'autres articles de Wikipédia) sont à choisir avec parcimonie. Créez des liens vers des articles approfondissant le sujet. Les termes génériques sans rapport avec le sujet sont à éviter, ainsi que les répétitions de liens vers un même terme.
- Les liens externes sont à placer uniquement dans une section « Liens externes », à la fin de l'article. Ces liens sont à choisir avec parcimonie suivant les règles définies. Si un lien sert de source à l'article, son insertion dans le texte est à faire par les notes de bas de page.
- La présentation des références doit suivre les conventions bibliographiques. Il est recommandé d'utiliser les modèles {{Ouvrage}}, {{Chapitre}}, {{Article}}, {{Lien web}} et/ou {{Bibliographie}}. Le mode d'édition visuel peut mettre en forme automatiquement les références.
- Insérer une infobox (cadre d'informations à droite) n'est pas obligatoire pour parachever la mise en page.

Pour une aide détaillée, merci de consulter Aide:Wikification.
Si vous pensez que ces points ont été résolus, vous pouvez retirer ce bandeau et améliorer la mise en forme d'un autre article.
La mosquée Hodja Ilgor (ouzbek: Xoʻja Ilgʻor masjidi) est un monument architectural situé à Rishtan (région de Fergana, Ouzbékistan). Elle a été construite en 1905 et est réalisée dans le style architectural islamique. La mosquée Hodja Ilgor est un exemple typique du type de bâtiment cultuel multicolumnaire à façade ouverte de Ferghana. La mosquée Hodja Ilgor est actuellement une mosquée en activité. Actuellement, elle est incluse dans la liste des sites du patrimoine culturel d'importance nationale de l'Ouzbékistan. 

## Histoire
La mosquée Hodja Ilgor a été construite en 1905 à Rishtan. Les travaux de construction principaux ont été réalisés par le père et le fils, les artisans Eshonkhon et Noribai, commissionnés par Shokir Mingbashi,,. La mosquée a une forme rectangulaire (40x13 mètres), et la salle à trois colonnes pour l'hiver est entourée d'un iwan à trois côtés,,. La ligne de corniche présente une forme en trois étapes, s'élevant vers l'axe central où se trouvent les mihrabs. Les mihrabs, sous la forme de niches lancéolées, sont réalisés dans le mur ouest de la salle sous le dais. Les bases des colonnes à facettes sont mises en valeur avec des formes géométriques, et les éléments sont finement travaillés. L'harmonie et la variété des couleurs et des motifs attirent l'attention. Des arbres matures ombragent la zone adjacente et créent un paysage pittoresque dans lequel la mosquée s'intègre harmonieusement. À l'est de la mosquée, un réservoir artificiel (howz) a été créé dans le parc. Les artisans ont accordé une grande attention à la décoration du plafond. Les peintures au plafond présentent un design clair, graphique et bien proportionné, ainsi qu'une riche palette de couleurs. Le dessin remplit presque entièrement les contours de l'élément architectural. Le décor du plafond utilise une vaste gamme de couleurs pour peindre des motifs végétatifs luxuriants. Cependant, les peintures au plafond utilisent principalement des couleurs bleues, vertes et rouges.